# 209 aC
El 209 aC va ser un any del calendari romà prejulià. A la República i a l'Imperi Romà es coneixia com l'Any del Consolat de Berrugós i Flac (o també any 545 Ab urbe condita). L'ús del nom «209 aC» per referir-se a aquest any es remunta a l'alta edat mitjana, quan el sistema Anno Domini va ser el mètode de numeració dels anys més comú a Europa.

## Esdeveniments

### Imperi selèucida
- Artàban I de Pàrtia sofreix la invasió del selèucida Antíoc el gran, que fa una brillant campanya militar a Pàrtia, ocupa la capital Hecatòmpilos. Artàban és derrotat al mont Labos, i Antíoc entra a Hircània on ocupa Tàmbrax i organitza un setge a Sírinx. Això obliga a Artàban a demanar la pau i respectar l'autoritat del rei selèucida.[2]

### Antiga Grècia
- Filopemen, general i polític grec, acompanya a Filip V de Macedònia a una expedició contra Elis, i en una batalla mata de pròpia mà al comandant d'Elis, Demofant.[3]

### República Romana
- Aquest any són elegits cònsols Quint Fabi Màxim Berrugós i Quint Fulvi Flac.[4]
- Fulvi Flac, cònsol per quarta vegada, rep les províncies de Lucània i Brútium. Se li sotmeten els hirpins, lucans i volcians als que tracta amb benevolència.[5]
- Màxim Berrugós, cònsol per cinquena vegada, rep aquest any el títol hereditari de Fabii Maximi Princeps senatus. Reconquereix Tàrent, que havia ocupat Hanníbal tres anys abans i on els romans encara resistien a la ciutadella. Quan el seu governador Marc Livi Macat va considerar temps després que havia tingut bona part del mèrit en la reconquesta, Fabi li respon: «Cert, com que tu no l'havies perdut mai, jo no vaig haver-la de recuperar». El botí fet a la ciutat el dona als soldats i quan algú pregunta si s'havien d'enviar a Roma les estàtues colossals dels déus i les pintures, diu: «No, deixem als tarentins els seus déus enutjats». No obstant, agafa una estàtua d'Hèrcules, el mític ancestre dels Fabis, i la col·loca al Capitoli.[6]
- Batalla d'Asculum, entre l'exèrcit cartaginès dirigit per Hanníbal i una força romana comandada per Marc Claudi Marcel. La batalla té un resultat indecís, i els dos bàndols perden molts homes, fins a 14.000, segons Titus Livi.[7]

### Hispània
- Des del seu quarter general a Tarraco (Tarragona), Publi Corneli Escipió Africà, el comandant romà a Hispània, llança un assalt combinat] a la ciutat cartaginesa de Cartago Nova on arriba a marxes forçades per terra, mentre el general Gai Leli bloqueja el port. En només sis dies, en la batalla de Cartago Nova, captura la ciutat. Escipió aconsegueix l'accés als magatzems, i obté subministraments abundants, ostatges, les mines de plata locals, un port esplèndid i una base per poder avançar més cap al sud.[8]
- Mandoni i Indíbil, dos destacats caps ilergets fins llavors fidels als cartaginesos es passen als romans.[9]